# Els caps bescanviats
Els caps bescanviats (títol original en alemany: Die vertauschten Köpfe) és un conte de l'escriptor alemany Thomas Mann, publicat el 1940 i traduït al català el 1989 per Margarida Sugranyes.

## Trama
La història se situa a l'Índia en una època llegendària. Shridaman i Nanda són dos amics joves "poc diferents d'edat i casta, però molt diferents quant a la reencarnació". Shridaman és un comerciant dotat d'una espiritualitat excepcional, amb una cara noble sobre un cos no endurit per l'exercici físic. Nanda, en canvi, és un ferrer que passa massa temps a l'aire lliure cuidant el bestiar, i el seu cos és fort i bell. Shridaman es casa amb Sita, una noia molt guapa i irreprotxable. Sis mesos després del matrimoni, durant un viatge en el qual Nanda acompanya la parella fins al domicili familiar de Sita, embarassada, Shiradaman es para en un temple de la dea Kali i, impulsat pel fervor religiós, es decapita. També ho fa una mica més tard Nanda, quan en descobreix el cadàver, té por que el suïcidi del seu amic pugui ser atribuït a un assassinat per part seva. Poc després, Sita, en descobrir els dos cadàvers, pensa que els dos s'ha assassinat mútuament d'alguna manera que no es pot imaginar per un motiu clar: la recíproca gelosia que els confronta per la mateixa Sita, la qual és plenament conscient de l'atracció física que exerceix en Nanda. La jove dona intenta penjar-se dalt d'un arbre, però intervé la divinitat ("Durga-Devi, la inaccessible Kali, la Tenebrosa, la Mare de l'univers"), que revela a Sita que els dos joves s'han sacrificat voluntàriament per la divinitat, i que la mateixa divinitat permetrà a Sita de restablir la situació anterior. Sita va col·locar els dos caps en els seus cossos, però, presa per la pressa i l'emoció, intercanvia els dos caps entre si, fent que el cap de Schridaman se situï sobre el cos atlètic de Nanda, i viceversa.
Els dos homes, la identitat dels quals coincideix amb els seus caps, semblen satisfets de la seva nova situació: Schiradaman per tenir ara un cos perfecte, Nanda per tenir el cos que ha fecundat Sita i que, per tant, ha de seguir tenint relacions conjugals amb la jove. Llavors es consulta Kamadamana, un asceta, perquè estableixi qui ha de ser el marit de Sita, si és el que ha heretat el cap de Shiradaman o qui n'ha heretat el cos; el savi respon que és aquell que n'ha heretat el cap. Nanda, decebut, es retira i esdevé un anacoreta. Amb el temps, però, el nou cos de Shridaman, per falta d'activitat física, va començar a tornar-se flàccid; Sita entén, doncs, que el cos i el cap s'influencien mútuament, i que la integritat humana no pot ser resultat de l'addició mecànica dels òrgans.
Sita dona llum a Samadhi, un noi molt miop que rep, per tant, el sobrenom Andhaka, és a dir, 'cec'. Quan Samadhi-Andhaka té quatre anys, Sita, aprofitant l'absència de Shiradaman, que està en un viatge de negocis, decideix anar a fer una visita a Nanda per presentar-li el fill, generat pel seu cos. Sita i Nanda són aclaparats per la passió, però la felicitat d'aquests amants dura només un dia i una nit. De fet, Shiradaman, que en tornar a casa l'ha trobada buida, va també a veure Nanda per proposar-li resoldre el problema que sorgeix de la fidelitat de la seva muller tant al seu cap, com al seu antic cos. Com que no és possible per Sita viure amb tots dos, ja que la poliàndria no és admesa entre éssers superiors, l'única solució haurà de ser el suïcidi dels dos homes i la mort ritual de la vídua a la pira encesa pel petit Samadhi-Andhaka. El fill, popular entre la gent, es dedicarà a les esferes espirituals i esdevindrà, d'adult, lector del rei de Benarés.

## Crítica

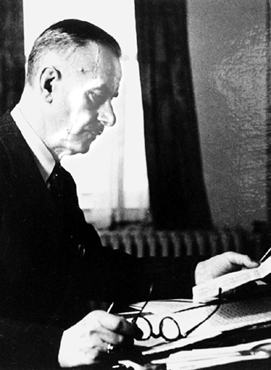
Thomas Mann a Princeton (1939)

Els caps bescanviats va ser escrit per Thomas Mann l'any 1940 primerament a Princeton, on havia estat anomenat professor universitari, i posteriorment a Califòrnia. Va ser publicat l'octubre de 1940 a Estocolm per l'editorial alemanya Gottfried Bermann-Fischer, quan era un emigrant a Suècia per motius polítics. Thomas Mann, que defineix el conte com "una broma metafísica" pren el tema del sisè conte, titulat "La història misteriosa de la vella noia i dels amics inseparables", de la Vetālapañcaviṃśatikā, una col·lecció índia de contes del segle xi escrit en sànscrit. Ja Goethe havia utilitzat en part aquest tema en una poesia de la trilogia Paria.